# Vertigo (musiksingel)
Vertigo är första låten på U2:s album How to Dismantle an Atomic Bomb. Den släpptes som förstasingel i september 2004. 
Troligen den mest "rockiga" låten U2 skrivit. Börjar med att Bono räknar ner: "uno, dos, tres, catorce" vilket betyder "ett, två, tre, fjorton" på spanska. Sångaren menade att det kan ha varit alkohol iblandat i bilden då han istället menade "fyra". 
Texten handlar om en nattklubb som kallas "Vertigo" (svindel på engelska), där man borde ha "The time of your life" men istället bara vill försvinna och döda sig själv. En yr, sjuk känsla med människor man inte vill vara med och musik man inte vill höra.
"Vertigo" fick pris som 'Best Rock Song', 'Best Rock Performance by a Duo or Group with Vocal' och 'Best Short Form Music Video' vid 2005 års Grammy Awards.
Q Magazine placerade "Vertigo" som nummer 58 på sin lista 100 Greatest Guitar Tracks år 2005.